# Sulfeto de ferro (II)
O sulfeto de ferro(II) é o composto de fórmula química FeS. Vulgarmente é tratado apenas de sulfeto de ferro.
Na prática, sulfetos de ferro são frequentemente não-estequiométricos. Sulfeto de ferro pulverizado é pirofórico.
FeS pode ser obtido pela reação de ferro e enxofre.
S8(s) + 8Fe(s) → 8FeS(s)